# Liste der Bodendenkmale im Landkreis Holzminden

Landkreis Holzminden in Niedersachsen

In der Liste der Bodendenkmale im Landkreis Holzminden sind die Bodendenkmale im Landkreis Holzminden aufgeführt. Die Quelle ist der Denkmalatlas Niedersachsen. Die Angaben in den einzelnen Listen ersetzen nicht die rechtsverbindliche Auskunft der zuständigen Denkmalschutzbehörde.
| Bild | Gemeinde                                      | Bodendenkmalliste                                     | Wappen | Lage | Ortsteile |
| ---- | --------------------------------------------- | ----------------------------------------------------- | ------ | ---- | --- |
|      | Bodenwerder                                   | Liste der Bodendenkmale in Bodenwerder                |        |      | |
|      | Samtgemeinde Boffzen                          | siehe Ortsteile                                       |        |      | - Boffzen - Derental - Fürstenberg - Lauenförde                                                                                  |
|      | Brevörde                                      | Liste der Bodendenkmale in Brevörde                   |        |      | |
|      | Delligsen                                     | siehe Ortsteile                                       |        |      | - Ammensen - Delligsen - Grünenplan - Hohenbüchen - Kaierden - Varrigsen                                                         |
|      | Samtgemeinde Eschershausen-Stadtoldendorf     | siehe Ortsteile                                       |        |      | - Arholzen - Deensen - Dielmissen, Eimen, - Eschershausen - Heinade - Holzen - Lenne, Lüerdissen - Stadtoldendorf - Wangelnstedt |
|      | Golmbach                                      | Liste der Bodendenkmale in Golmbach                   |        |      | |
|      | Hehlen                                        | Liste der Bodendenkmale in Hehlen                     |        |      | |
|      | Heinsen                                       | Liste der Bodendenkmale in Heinsen                    |        |      | |
|      | Heyen                                         | Liste der Bodendenkmale in Heyen                      |        |      | |
|      | Holenberg                                     | Liste der Bodendenkmale in Holenberg                  |        |      | |
|      | Holzminden                                    | siehe Ortsteile                                       |        |      | - Mühlenberg - Neuhaus im Solling - Silberborn                                                                                   |
|      | Gemeindefreie Gebiete im Landkreis Holzminden | siehe Ortsteile                                       |        |      | - Boffzen (Gfg) - Eimen (Gfg) - Eschershausen (Gfg) - Grünenplan (Gfg) - Holzminden (Gfg) - Merxhausen (Gfg) - Wenzen (Gfg)      |
|      | Kirchbrak                                     | Liste der Bodendenkmale in Kirchbrak                  |        |      | |
|      | Negenborn                                     | Liste der Bodendenkmale in Negenborn                  |        |      | |
|      | Ottenstein (Niedersachsen)                    | Liste der Bodendenkmale in Ottenstein (Niedersachsen) |        |      | |
|      | Polle                                         | Liste der Bodendenkmale in Polle                      |        |      | |
|      | Vahlbruch                                     | Liste der Bodendenkmale in Vahlbruch                  |        |      | |

Ortsteile in schwarzer Schrift weisen keine Bodendenkmale aus.